# Verband Alter Corpsstudenten
Im Verband Alter Corpsstudenten e. V. (VAC) sind die Alten Herren der Kösener Corps organisiert. Der Verein zählt 14.000 Mitglieder. Sitz des Verbandes und der Geschäftsstelle ist Bad Kösen. Erster Vorsitzender des Vorstandes des VAC ist seit dem 1. Januar 2024 der Rechtsanwalt Arndt Hobrecker.

## Geschichte
Philister und Alte Herren verschiedener Corps schlossen sich um 1860 auf lokaler Ebene zusammen, um gemeinsame Kommerse und Veranstaltungen auszurichten. 1859 wurden der AHSC Detmold und der Academische Club zu Hamburg als älteste Altherren-Vereinigungen in Deutschland gegründet. Seit 1894 tritt der Abgeordnetentag des VAC alljährlich in der Woche vor Pfingsten vor dem oKC des KSCV zusammen.

### Zandersche Reformbewegung
1880 initiierte der Breslauer Intendanturrat Leonhard Zander eine Erneuerung des Verbandslebens. In erster Linie zielte sie auf die Beseitigung von überzogenem Aufwand bei Corpsbesuchen und die Einschränkung der (teuren) auswärtigen PP-Suiten; sie führte aber auch zu größerer Anteilnahme der Alten Herren an den Belangen der bis dahin ganz auf sich gestellten aktiven Corps. Zanders beim KSCV eingereichte Denkschrift „gegen Luxus und Protzentum“ wurde u. a. von Bismarck und Kronprinz Wilhelm unterzeichnet.

„Aller Luxus ist unvornehm und somit uncorpsstudentisch.“

Die Initiative von Zander beseitigte nicht nur Missstände im Verband, sondern sorgte auch dafür, dass sich die ehemaligen Studenten als „Alte Herren“ mehr und mehr für die aktiven Corps engagierten, was vorher nicht in dem Maße üblich war. Die Zandersche Bewegung gilt heute als der Wegbereiter zur Entwicklung der Altherrenschaften, und zwar nicht nur bei den Corps, sondern auch in allen anderen heutigen Formen von Studentenverbindungen. Durch diese Entwicklung entstand die heute als typisch empfundene Struktur von Studentenverbindungen mit der Zweiteilung in eine Organisation für die aktiven Studenten einerseits und eine Altherrenschaft für die Mitglieder, die im Beruf stehen oder im Ruhestand sind, andererseits. Unter Studentenhistorikern gilt Zander heute als bedeutende Persönlichkeit für die Entwicklung der Studentenverbindungen Mitteleuropas. Im Oktober 2011 ehrten der VAC und Angehörige von 19 Corps Zander an seinem Grab in Schleswig.

### Gründung des VAC

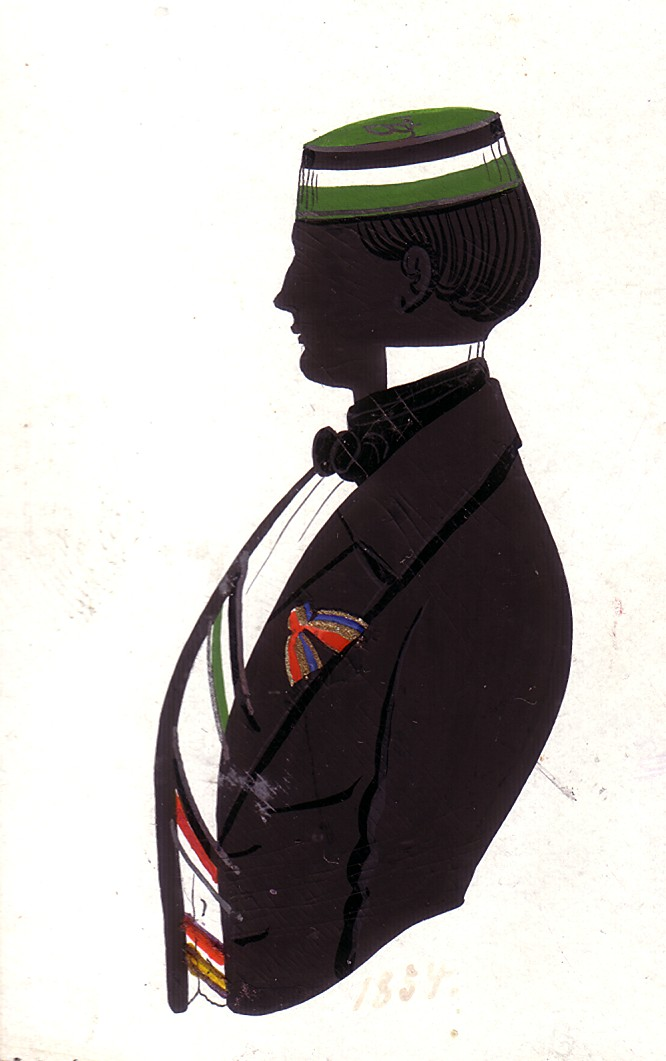
Leonhard Zander
Paul Salvisberg
Ferdinand Ritter von Miltner, Erster Vorsitzender des VAC
Hans von Hopfen

Paul Salvisberg, der 1884 die Academischen Monatshefte (AM) als zunächst unabhängiges Organ für eine überwiegend corpsstudentische Leserschaft gegründet hatte, regte im November 1887 in München einen „Allgemeinen Verband Alter Corpsstudenten“ an. Nachdem der Gründungsplan genehmigt und ein Organisationskomitee benannt worden war, konstituierte sich das „Zentralkomitee“ mit  Sitz in München am 21. April 1888. Erster Vorsitzender wurde der spätere bayerische Justizminister Ferdinand Ritter von Miltner.
1894 wurde der erste Abgeordnetentag (AT) nach Kösen einberufen. Das Zentralkomitee wurde in „Gesamtausschuß“ (GA) umbenannt. Sein auf drei (später fünf) Jahre gewählter Vorstand übernahm die Geschäftsführung und  wechselte von München nach Berlin. Zum ersten Vorsitzenden wurde Hans Hopfen gewählt. 1898 erhielt der VAC die Rechte einer juristischen Person.
Von 1905 bis 1909 amtierte Jean Louis Sponsel als Erster Vorsitzender. Er setzte sich insbesondere für die Verbesserung der Tagungsbedingungen in Kösen und den Bau einer Kongresshalle ein. Für sie lagen bereits Entwürfe von Wilhelm Kreis vor; absehbare Rentabilitätsprobleme und der Erste Weltkrieg  verhinderten jedoch eine Realisierung.
Die Mehrbändermänner eingeschlossen, zählte der VAC am 1. Januar 1920 20.126 Alte Herren aus 116 Corps.

### 1933–1938
Nach den Vorgaben der Deutschen Studentenschaft führte der VAC 1933 das Führerprinzip ein und ernannte den Rechtsanwalt Max Blunck zum „Führer des KSCV und VAC“. Nach einer Auseinandersetzung mit der Führung der Deutschen Studentenschaft trat er zurück. Ihm folgte Ernst Schlange.
Nachdem die Reichsstudentenführung 1938 die Auflösung der Altakademikerverbände verlangt hatte, beschloss ein außerordentlicher Abgeordnetentag in Berlin im November 1938 die Liquidation des VAC. Die finanzielle Unterhaltung der verbandseigenen Denkmäler bei der Rudelsburg und die Verwahrung der studentengeschichtlichen Sammlung, der Bibliothek und des Archivs im Institut für Hochschulkunde waren zuvor gewährleistet worden.

### Nach 1945
Die Rekonstitution des VAC wurde ab 1947 durch den „Ruhrarbeitskreis“ unter dem Vorsitz von Gerd Schaefer-Rolffs mit Walter Ballas in die Wege geleitet und am 7./8. Oktober 1950 in Altena vollzogen.
Als Gäste des WSC traten die VAC-Delegierten 1952 auf der Wachenburg  zum ersten ordentlichen Abgeordnetentag nach dem Zweiten Weltkrieg zusammen. Von 1953 bis 1993 tagte der VAC gemeinsam mit dem KSCV in Würzburg. 1991 veranstaltete der VAC seine erste Arbeitstagung nach der deutschen Vereinigung im Mutigen Ritter in Bad Kösen. Seit 1994 finden die Abgeordnetentage wieder am Sitz des Verbandes in Bad Kösen statt.
Der VAC ist korporatives Mitglied der Humboldt-Gesellschaft.

## Struktur
Bei seiner Gründung wurde der VAC nur von den Bezirksverbänden bzw. AHSC gebildet, die als Leitungsgremium aus ihrer Reihe den Gesamtausschuss wählten. Erst 1928 wurden die AH-Vereine der einzelnen Corps in die Strukturen einbezogen, indem ihnen der Beitritt zum VAC freigestellt wurde. Heute sind fast alle AH-Vereine von Kösener Corps Mitglied des VAC als eingetragenem Verein. Die Satzungen des Verbandes und der ihm angehörenden Mitgliedsorganisationen schließen ein Allgemeinpolitisches Mandat aus, so dass der Verband sich in der Regel zu derartigen Fragen im Unterschied zu den Burschenschaften nicht äußert.
Bei der Neufassung der Satzung nach dem Zweiten Weltkrieg wurde eine Unterscheidung zwischen geschäftsführendem Vorstand und allgemeinem Gesamtausschuss getroffen. Organe des VAC sind demnach heute der Abgeordnetentag (AT), der auf fünf Jahre gewählte Vorstand, der Gesamtausschuss (GA) und die gemeinsam mit dem Kösener Senioren-Convents-Verband beschickten Kommissionen.
Der Gesamtausschuss ist ein Beratungsgremium des VAC mit zwölf Mitgliedern. Er versteht sich als „das Gedächtnis des Köseners“ und eine Art Aufsichtsrat des VAC-Vorstands.
Zehn Haupt- und Nebenvertreter werden von den AHSC und AHV in zehn Regionen (Großbezirken) gewählt:
1. Hansestadt Hamburg, Schleswig-Holstein, Mecklenburg-Vorpommern
2. Niedersachsen, Hansestadt Bremen
3. Berlin, Brandenburg
4. Nordrhein-Westfalen ohne Regierungsbezirk Köln
5. Regierungsbezirk Köln, Rheinland-Pfalz (ohne die Pfalz), Hessen
6. Thüringen, Sachsen, Sachsen-Anhalt
7. Saarland, Pfalz, Baden-Württemberg
8. Nordbayern
9. Südbayern
10. Österreich

Sie werden vom Abgeordnetentag bestätigt. Die Amtszeit beträgt vier Jahre und beginnt in der Mitte einer VAC-Vorstandsperiode. Je einen Vertreter stellen die AH-Vereine des  amtierenden und designierten Vororts für ein Jahr.

## Ehrungen

### Rudelsburg-Plakette
Die Rudelsburg-Plakette ist eine 1965 vom VAC gestiftete Auszeichnung für Verdienste in der corpsstudentischen Geschichtsforschung.
Nach der VAC-Satzung  kommen für die Auszeichnung nur solche Personen infrage, die sich durch besonders erfolgreiche Tätigkeit oder durch hervorragende Einzelhandlungen um die corpsstudentische Geschichtsforschung verdient gemacht haben. Der Verleihungsbeschluss bedarf der Einstimmigkeit in VAC-Vorstand und Gesamtausschuss. Sie wird nur in einer Stufe, in goldener Ausfertigung, verliehen. Das Avers zeigt die Rudelsburg mit der Randgravur FÜR VERDIENSTE UM DIE CORPSSTUDENTISCHE GESCHICHTSFORSCHUNG. Das Revers trägt das lateinische Motto MENS AGITAT MOLEM.
Bisherige Träger
1965 Erich Bauer Rhenaniae Tübingen EM, Lusatiae Leipzig EM, Borussiae Halle
1966 Oskar Scheunemann Guestphaliae Marburg EM, Frankoniae Prag EM
1968 Robert Paschke Bavariae Erlangen
1980 Gerhard Neuenhoff Franconiae Jena EM
1981 Herbert Kater Makariae Würzburg, Makaria-Guestphaliae, Budissae, Neoborussiae Berlin
1982 Walter Brod Moenaniae
1984 Ernst Meyer-Camberg Onoldiae
1992 Wolfgang Gottwald Sueviae München
1999 Rolf-Joachim Baum Bavariae Würzburg
1999 Hermann Kruse Vandalia-Teutoniae
2016 Hans Peter Hümmer Onoldiae

### Silberschale
Ehrenamtliches Engagement wird mit der Silberschale des VAC gewürdigt. Eingraviert sind die Rudelsburg, das Löwendenkmal und die Widmung. Beliehene sind
- Adolf Lohmann Teutoniae Marburg, Moenaniae[B 3]
- Wolfgang Tiffert Rhaetiae, Austriae
- Hans-Reinhard Koch Hassiae, Rhenaniae Bonn
- Bernhard Behrendt Littuaniae EM, Suevo-Borussiae
- Walter Hagenbauer Onoldiae
- Adolf Kraetzer Guestphaliae Bonn EM, Guestfaliae Greifswald
- Erich Bauer Rhenaniae Tübingen EM, Lusatiae Leipzig EM, Borussiae Halle
- 1965: Oskar Scheunemann Guestphaliae Marburg EM, Frankoniae Prag EM[B 4]
- Gerd Schaefer-Rolffs Silesiae, Saxoniae Frankfurt, Neoborussiae Berlin
- Friedrich Hielscher Normanniae Berlin
- Albin Angerer Moenaniae, Teutoniae Marburg
- Helmut Herzog Sueviae München, Vandaliae Graz
- Hans Graßmann Arminiae EM
- Herbert Viermann Littuaniae, Albertinae, Frankoniae Brünn
- Werner Barthold Neoborussiae Berlin EM, Silesiae
- Rolf Müller Isariae
- Ludwig Bernheim Starkenburgiae, Austriae EM, Saxo-Borussiae IdC, Sueviae Heidelberg IdC
- Walter Rabe Alemanniae, Montaniae, Vandaliae Graz, Frankoniae Brünn[B 5]
- Richard Eder Montaniae, Gothiae, Frankoniae Brünn
- Kurt Wiechert Saxoniae Jena EM, Saxoniae Bonn[B 6]
- Herbert Neupert Transrhenaniae EM
- Joachim Schmidt-Klewitz Borussiae Berlin, Littuaniae, Albertinae
- 1972: Horst Reger Arminiae, Saxoniae Jena et Bonn[B 7]
- Hans-Reinhard Koch (2)
- 1973: Herbert Kater Makariae Würzburg, Makaria-Guestphaliae, Budissae, Neoborussiae Berlin[B 8]
- Robert Paschke Bavariae Erlangen
- Philipp W. Fabry Hassiae, Thuringiae Jena
- Christian Helfer Misniae IV, Lusatiae Leipzig, Rhenaniae Bonn, Thuringiae Leipzig
- Hubertus Rolshoven Saxoniae Bonn EM, Saxoniae Jena
- Werner Rupprath Frankoniae Prag, Franconiae Tübingen
- Karl Waltzinger Moenaniae, Lusatiae Breslau
- Heinz Martin Hildeso-Guestphaliae
- 1978: Werner Hartwig Neoborussiae Halle EM, Saxoniae Frankfurt/Konstanz EM, Ratisboniae, Thuringiae Jena[B 9]
- Hans Reißermayer Frankoniae-Brünn zu Salzburg
- Gerhard Neuenhoff Franconiae Jena EM[B 10]
- Carl-Hubert Schwennicke Marchiae Berlin EM, Austriae
- Fritz Köster Borussiae Tübingen
- Kurt Fürer Borussiae Breslau
- Karl Merkel Barutiae EM
- Gottfried Balzer Bavariae Erlangen, Athesiae
- Helmut Herzog (2)
- Fritz Fulda Joanneae, des Symposion, Frankoniae Prag
- Erich Hackl Vandaliae Graz
- Wolfgang Kindler Rheno-Guestphaliae Münster, Friso-Luneburgiae, Palaiomarchiae, Masoviae[B 11]
- Gottfried Werneburg Lusatiae Breslau[B 12]
- Edgar Fölsche Marcomanniae
- Günther Steckhan Hasso-Nassoviae
- Hermann Sternagel-Haase Borussiae Breslau ECB, Holsatiae[B 13]
- Egon Schmitz Brunsvigae München, Frankoniae Prag, Rhenania-Brunsvigae
- Kurt Donalies Franconiae Tübingen
- 2004: ausgeschiedener Vorstand Halle/Salzmarkt (Gerhard Daniel, Class Plesch, Reinhard Mohr, Jörg Siegfried Waniek, Arnold Muhl)
- 2006: Eckhart Dietrich Neoborussiae Halle, Normanniae Berlin, Saxoniae Konstanz
- 2007: Philipp W. Fabry (2)
- 2011: Christian Kahlenberg Franconiae-Jena
- 2012: ausgeschiedener Vorstand Bonn (Hermann Rink, Friedhelm Dömges, Klaus Lilienthal, Christian Lohner, Karl Johanny), Gert Felsenstein Saxoniae Wien, Teutoniae Graz
- 2013: Jürgen Herrlein Austriae, Borussia-Poloniae, Silesiae, Masoviae, Tiguriniae, Gerhard Kaller der Hellas, Nassoviae Würzburg, Ernst Hohenstein Saxoniae Kiel EM, Franconiae Tübingen, Thomas Seeger Starkenburgiae, Guestphaliae Bonn IdC, Guestfaliae, Palaiomarchiae, Sebastian Sigler Bavariae München
- 2015: Bernhard Edler von Lapp Danubiae, Nassoviae Würzburg
- 2016: ausgeschiedener Vorstand Hamburg II (Alexander Hartung, Florian Hoffmann, Thilo Lambracht, Christian Thieme)
- 2018: Wolfgang von der Groeben Saxoniae Göttingen, Pomeraniae
- 2021: ausgeschiedener Vorstand Nürnberg II (Richard G. Hückel I Guestphaliae Erlangen, Thilo Lambracht Saxoniae Leipzig, Friso-Luneburgiae, Tiguriniae, Guestphaliae Halle, Andreas Theuer Saxoniae Leipzig,  Andreas Schurek II Guestphaliae Erlangen, I Franconiae-Jena, Marcus Grießhaber II Hasso-Nassoviae, II Nassoviae Würzburg,)

## Stifterverein Alter Corpsstudenten

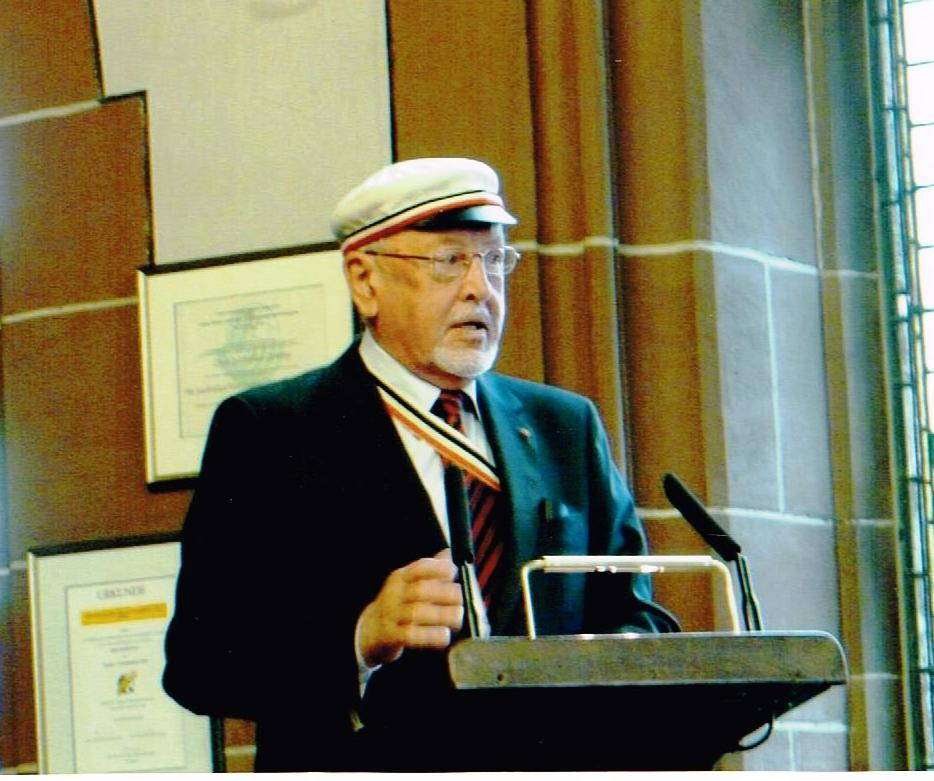
Fabry bei Frankonia-Prag (2012)

Der Stifterverein Alter Corpsstudenten e. V. ist ein gemeinnütziger Verein mit Sitz in Würzburg. Er wurde 1986 von Alten Herren Kösener Corps gegründet. Der Weinheimer Verband Alter Corpsstudenten trat ihm 1991 bei. Der Verein bezweckt „die Förderung junger Absolventen von höheren Schulen, Universitäten und Hochschulen, die außergewöhnliche Studienergebnisse erzielt und überdurchschnittliches soziales Engagement bewiesen haben. Er zeichnet sie öffentlich aus und unterstützt sie bei ihrer weiteren wissenschaftlichen Arbeit“. Nach der Auswahl des Beirats verleiht der Stifterverein alljährlich die Klinggräff-Medaille. Außerdem schreibt er in unregelmäßigen Abständen projektbezogene Förderungen für eine wissenschaftliche Qualifikation im Postgradualen Studium aus.
Wolfgang Herr ist Vorstandsvorsitzender. Hermann Butzer leitet den Beirat. Ehrenmitglieder sind Philipp W. Fabry und Jürgen Michels Alemanniae München.

## Leitung des VAC

### Zentralkomitee (München)
1888 Ferdinand Miltner Sueviae München

1889 Friedrich von Schauß Franconiae München

1893 Emil von Schauß Bavariae München
 – Carl Schlösser, 2. Vorsitzender Isariae, Hannoverae
– Wilhelm Fabricius, Geschäftsführer Starkenburgiae EM, Guestphaliae Jena, Teutoniae Marburg, Guestphaliae Marburg

### Gesamtausschuss

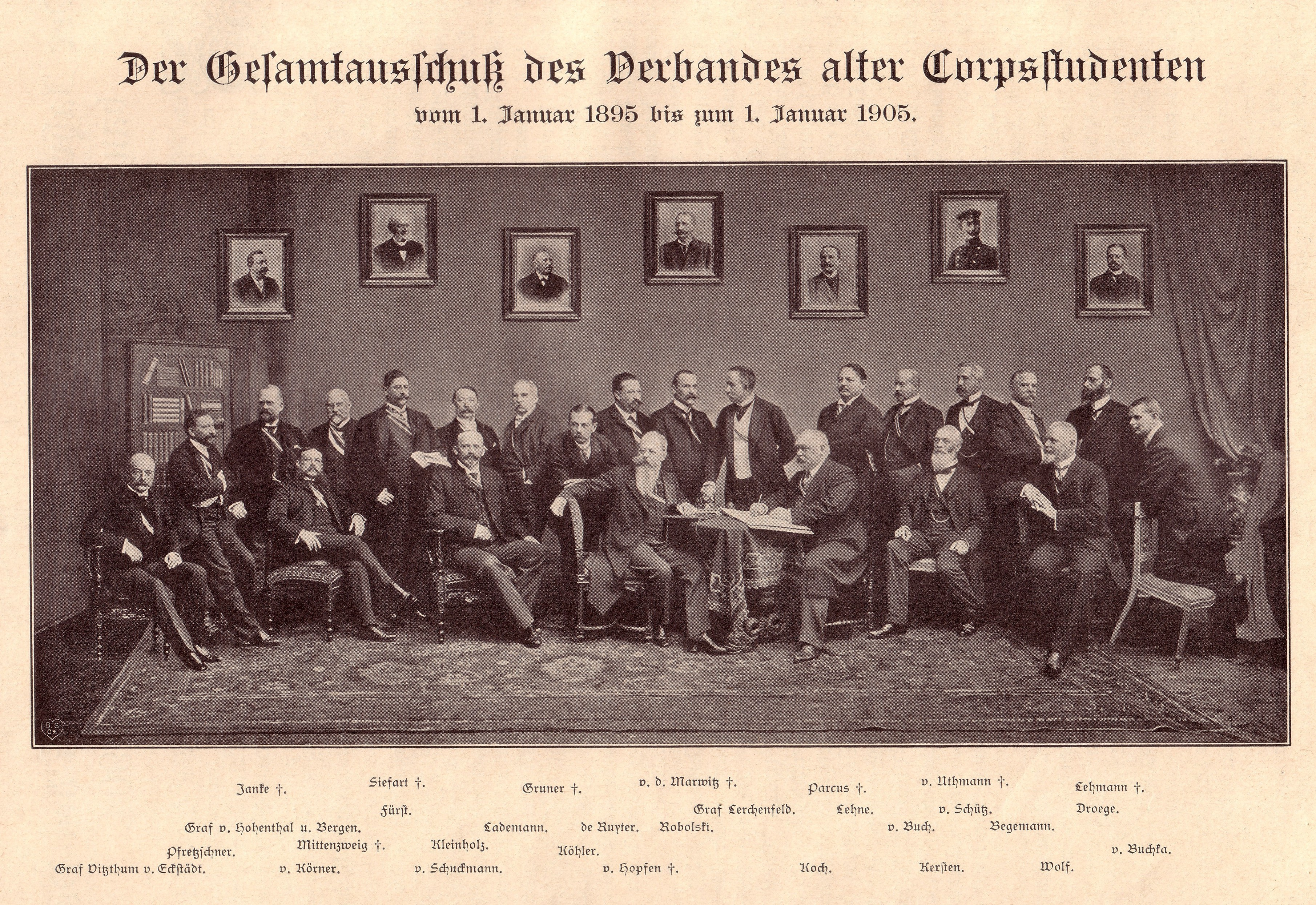
Gesamtausschuss 1895–1905

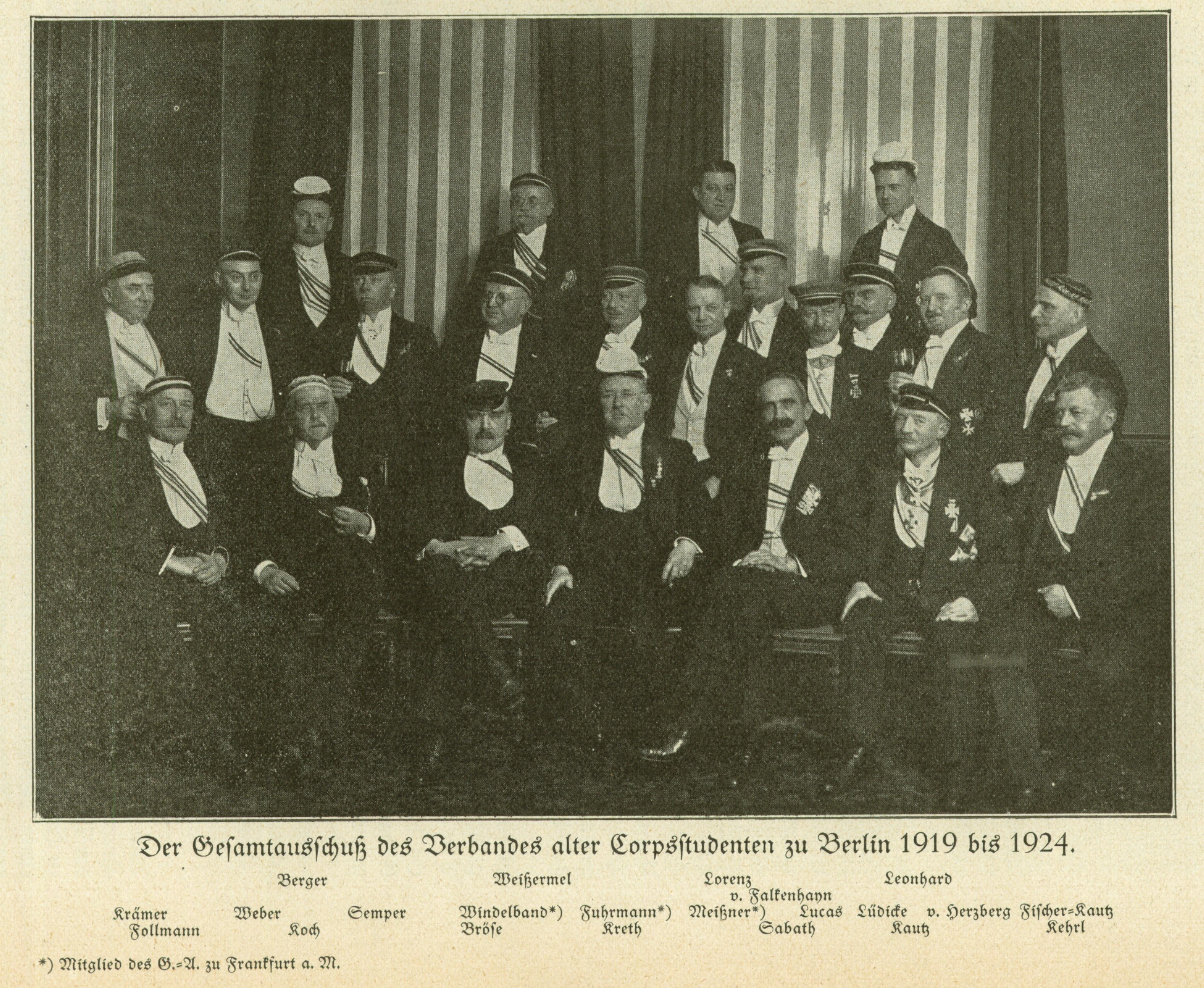
Gesamtausschuss 1919–1924

1895–1904 Charlottenburg (Berlin)
Hans Ritter von Hopfen Franconiae München
John Koch Baltiae, Hugo von Lerchenfeld-Köfering Borussiae Bonn Karl von Buchka Bremensia Göttingen, Pomerania Greifswald, Gustav Janke Teutonia Marburg, Hannovera
1905–1909 Dresden
Jean Louis Sponsel Normanniae Berlin, Sueviae München, Rhenaniae Bonn
1910–1914 Nürnberg
Max Urlichs Bavariae Würzburg
1915–1919 Kiel
Georg Kautz Thuringiae Leipzig, Palaio-Alsatiae
Werner Wedemeyer Hasso-Nassoviae, Hildeso-Guestphaliae
Gerhard Bockelmann Bremensiae
1920–1924 Berlin
Ernst Köhler Vandaliae Heidelberg
 Paul von Koerner Saxoniae Leipzig
Hermann Kreth Teutoniae Göttingen EM, Teutoniae Berlin EM
1925–1933 Frankfurt am Main (2)
Werner Meißner Rhenaniae Freiburg, Rheno-Guestphaliae
Erich tho Rahde Rhenaniae Straßburg, Palaio-Alsatiae, W. Haßlauer Bavariae Würzburg, E. Windelband Guestphaliae Berlin, Fritz Nachreiner Rhenaniae Würzburg, Hasso-Borussiae, Werner Heringhaus Austriae

### Während des Nationalsozialismus
1933–1935 Max Blunck Franconiae Jena

1936–1938 Ernst Schlange Pomeraniae

### Wiederaufbau
1947 Ruhrarbeitskreis: Gerd Schaefer-Rolffs Silesiae, Saxoniae Frankfurt a. M., Neoborussiae Berlin

1949 GA beim Großbezirk Ostruhr (Essen-Bochum-Dortmund)

### Neuordnung mit VAC-Vorständen
1950–1952
Walter Ballas Saxoniae Kiel EM
1952–1957 Hamburg I
Werner Ranz Normanniae Berlin EM, Saxoniae Kiel, Frankoniae Prag EM
H. Pinckernelle Sueviae Tübingen, Fr.-K. Barnbrock Brunsvigae Göttingen, Franconiae Hamburg, H. Woppisch Bavariae Würzburg, O.  Bothe Suevo-Borussiae EM, Holsatiae, E.-J. Nicolai Silesiae, Thuringiae Jena
1958–1961 Kassel
Kurt Fürer Borussiae Breslau
F. Krommes Hannoverae, H.-H. Schmidt Sueviae München, 1959 F. Fechner Borussiae Breslau, O.-T. v. Kalm Teutoniae Marburg, Rheno-Guestphaliae, E. Zschaler Budissae EM, Makaria-Guestphaliae, R. Claussen Franconiae Tübingen, H. Fröbel Rhenaniae Straßburg
1962–1966 München I
Helmut Herzog Sueviae München, Vandaliae Graz
H. Graßmann Arminiae EM, W. Teichmann Isariae, Rheno-Guestphaliae, H. Viermann Littuaniae, Albertinae, W. Barthold Neoborussiae Berlin EM, Silesiae
1967–1971 Bonn I
Kurt Wiechert Saxoniae Jena, Saxoniae Bonn
 H. Neupert Transrhenaniae, J. Schmidt-Klewitz Borussiae Berlin, Littuaniae, Albertinae, H.-R. Koch Hassiae, Rhenaniae Bonn, H. Reger Arminiae
1971–1976 Saarbrücken
Philipp W. Fabry Hassiae, Thuringiae Jena
C. Helfer Misniae IV, Lusatiae Leipzig, Rhenaniae Bonn, Thuringiae Leipzig, W. Rupprath Frankoniae Prag, Franconiae Tübingen, K. Waltzinger Moenaniae, Lusatiae Breslau, H. Rolshoven Saxoniae Jena, Saxoniae Bonn, H. Martin Hildeso-Guestphaliae
1977–1981 Köln
Friedrich Ossig Hanseae Königsberg, Albertinae → W. Kindler Rheno-Guestphaliae, Friso-Luneburgiae, Palaiomarchiae, Palaiomarchia-Masoviae, Masoviae
 E. Fölsche Marcomanniae, G. Steckhan Hasso-Nassoviae, G. Werneburg Lusatiae Breslau, H. Sternagel-Haase Borussiae Breslau ECB, Holsatiae
1982–1986 Trier
Hermann Rahe Friso-Luneburgiae, Silesiae
U. Pfeiffer Thuringiae Leipzig, H.-H. Kocks Makaria-Guestphaliae, Transrhenaniae, J. v. Randow Palaiomarchiae, Masoviae, Thuringiae Leipzig, J.-P. Ernsting Hassiae
1987–1991 Bielefeld
Konstantin Mehring Rhenaniae Bonn
 H. Kruse Vandalia-Teutoniae, H. Lüttringhaus Saxoniae Kiel, E. Bergemann Saxoniae Kiel, H. Geller Rhenaniae Würzburg, Rheno-Guestphaliae
1992–1995 München II
(B. K.)
W. Gottwald Sueviae München, Brunsvigae Göttingen,  M. Marx  Hercyniae München, sp. Marcomanniae. Beisitzer: C. Kahlenberg Franconiae Jena, Gerhard Saul Palatiae München, Saxoniae Wien → H. Köhnlein Ratisboniae, Rhaetiae, Transrhenaniae
1996–1999 Nürnberg I
(R. H.)
E. U. Hellriegel Hasso-Nassoviae, (E. K.), S. Krüger Onoldiae, H. Eyermann Baruthiae
2000–2003 Halle-Salzmarkt
Gerhard Daniel Palaiomarchia-Masoviae, Palaiomarchiae EM
C. Plesch Moenaniae, Palaiomarchiae, R. Mohr Vandalia-Teutoniae, Transrhenaniae, sp. Guestphaliae Halle, A.-C. Muhl Nassoviae, Normanniae Berlin, sp. Palaiomarchiae, Guestphaliae Halle, J. Waniek Baruthiae
2004–2007 München III
Gero Kroll Sueviae München
S. Sigler Bavariae München, M. Marx Hercyniae München, Marcomanniae, C. Kahlenberg Franconiae Jena, B. Rauen Isariae, sp. Frankoniae-Brünn
2008–2011 Bonn II
Hermann Rink Hassiae, Gothiae EM, sp. Rhenaniae Bonn
F. Dömges Nassoviae, Tiguriniae, M. Röcken Neoborussiae-Berlin zu Bochum → K. Lilienthal Arminiae, K. Johanny Bavariae Würzburg, Sueviae München, C. Lohner Saxoniae Bonn, Silvaniae
2012–2015 Hamburg II
Alexander Hartung Hubertiae Freiburg, II Hasso-Nassoviae, Sueviae Freiburg, Tiguriniae, des Symposion
F. Hoffmann Rhenaniae Heidelberg, Teutoniae Gießen, Guestphaliae Halle, Tiguriniae, Th. Lambracht Saxoniae Leipzig, Friso-Luneburgiae, Frisiae Göttingen (WSC), Tiguriniae, Guestphaliae Halle, T. Peter Palaiomarchia-Masoviae, Rheno-Guestphaliae, Ch. Thieme Rhenaniae Hamburg (WSC), Borussiae Halle, Franconiae Tübingen, Saxoniae Leipzig, Vandaliae Rostock
2016–2019 Nürnberg II
Richard G. Hückel I Guestphaliae Erlangen
M. Grießhaber II Hasso-Nassoviae, II Nassoviae Würzburg, Th. Lambracht Saxoniae Leipzig, Tiguriniae, Guestphaliae Halle, A. Schurek II Guestphaliae Erlangen, I Franconiae-Jena, A. Theuer Saxoniae Leipzig
2020–2023 Berlin
Ernst Brenning Normanniae Berlin, Rhenaniae Bonn
A. Geibel Vandalia-Teutoniae, M. Lange Guestphaliae Berlin, C. von der Hellen Vandaliae Graz, Normanniae Berlin
2024–2027 Marburg
Arndt Hobrecker III Hasso-Nassoviae EM
M. Burger IV Franconiae Würzburg, Joanneae; P. Ertl Hasso-Nassoviae, Normanniae Berlin; M. Stier Nassoviae Würzburg, Nassoviae Budapest; J. Waniek Baruthiae
VAC-Vorstände

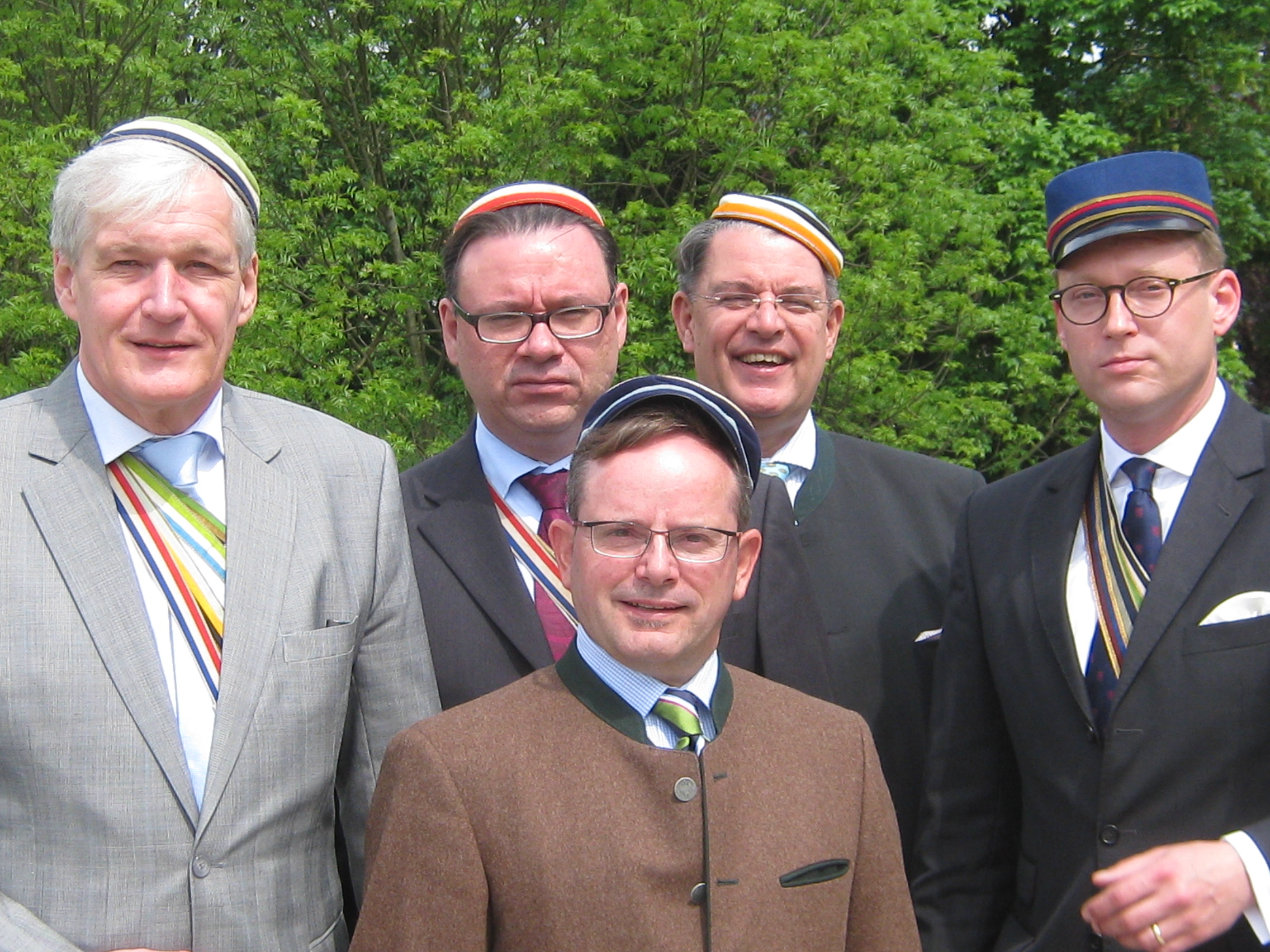
Hamburg II (2013)
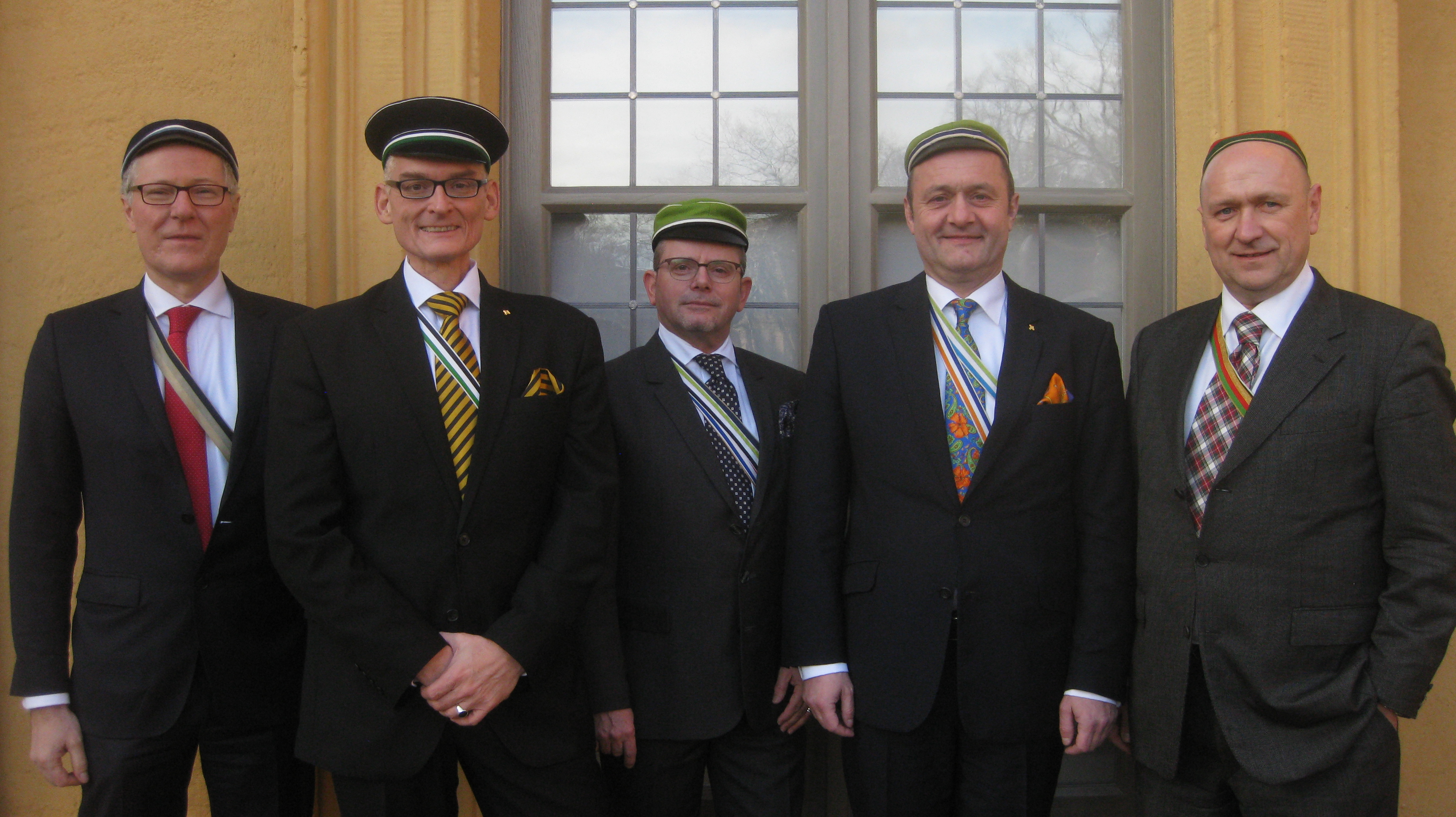
Nürnberg II (2016)

## Biogramme
1. ↑  Walter M. Brod
2. 1 2  Wolfgang Gottwald
3. ↑  Adolf Lohmann
4. ↑  Oskar Scheunemann
5. ↑  Walter Rabe
6. 1 2  Kurt Wiechert
7. ↑  Horst Reger
8. ↑  Herbert Kater
9. ↑  Werner Hartwig
10. ↑  Gerhard Neuenhoff
11. 1 2  Wolfgang Kindler
12. 1 2  Gottfried Werneburg
13. 1 2  Hermann Sternagel-Haase
14. ↑  Fritz Nachreiner (VfcG)
15. ↑  Erich Zschaler
16. ↑  Konstantin Mehring
17. ↑  Reinhard Mohr